# John Patrick
John Patrick, britanski general, * 1898, † 1985.